# 卡林·張伯斯
卡林·張伯斯（英語：Calum Chambers，1995年1月20日—），是一名英格蘭職業足球員，現效力英格蘭足球冠軍聯賽球會卡迪夫城。司職右閘或中堅。
張伯斯出身自修咸頓青訓，於2012-13賽季被提升至一線隊。在兩年後，他轉會至英超的阿仙奴。2022年1月轉會到阿士東維拉。
在國家隊方面，張伯斯於2014年首次為英格蘭國家足球隊上陣。

## 球會生涯

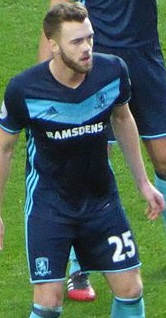
2016年的卡林·張伯斯

### 修咸頓
張伯斯於英格蘭彼得斯菲爾德出生。7歲時，他加入修咸頓青年軍，在2012-13球季被提拔到一隊，他為修咸頓提拔的4名青年軍球員之一。於對陣安德列治的友誼賽中，張伯斯首次為球隊一線隊上陣。他亦在其後對陣伊维恩、卡魯日、阿贾克斯和狼隊的友誼賽中上陣。
2012年8月28日，張伯斯在英格蘭聯賽盃第二圈對陣史提芬納治的比賽中，首次代表球隊於比賽中上陣。他於第84分鐘後備入替，上場後他交出1次助攻予本·里維斯，最終球隊以4比1勝出。2013年7月1日，他與球會簽下4年合約。
8月17日，於2013-14賽季聯賽揭幕戰對陣西布朗的比賽中，首次為球隊於聯賽上陣，並打滿全場，球隊最終亦小勝1比0。於2014年夏天離隊前，他共為球隊上陣25場比賽，其中22場為聯賽賽事。

### 阿仙奴
2014年7月28日，張伯斯轉會至阿仙奴，簽約一份長期合約，轉會費據報可高達1600萬英鎊。
2014年8月2日，張伯斯為球隊在友誼賽酋長盃對陣本菲卡的比賽中上陣，出任中堅的位置，最終球隊以5比1勝出。8月10日，他在2014年英格蘭社區盾對陣曼城的比賽中為球隊上陣，他替代了隊長出任正選中堅位置。英国广播公司的記者評價他為「場上良好的表現與其年紀不符」。8月16日，他在聯賽主勝水晶宮2比1的比賽中首次替球隊在聯賽上陣。3日後，他在歐洲聯賽冠軍盃外圍賽作客對陣的比賽中出戰首場歐洲賽事，但球隊以0比0跟對手打平。

### 米杜士堡（外借）
2016年8月30日，張伯斯被外借至米杜士堡，為期一季。

### 阿士東維拉
2022年1月27日，只餘下半年合約的钱伯斯免轉會費加盟英超俱乐部阿士東維拉，签订了一份为期三年半的合同。
2024年7月12日，阿士東維拉宣佈錢伯斯在雙方同意下離開球會。

## 統計數字

### 球會
截至2015年6月30日
| 球會         | 球季         | 聯賽 | 聯賽 | 聯賽 | 足總盃 | 足總盃 | 足總盃 | 聯賽盃 | 聯賽盃 | 聯賽盃 | 歐洲賽 | 歐洲賽 | 歐洲賽 | 其他 | 其他 | 其他 | 合計 | 合計 | 合計 |
| 球會         | 球季         | 上陣 | 入球 | 助攻 | 上陣   | 入球   | 助攻   | 上陣   | 入球   | 助攻   | 上陣   | 入球   | 助攻   | 上陣 | 入球 | 助攻 | 上陣 | 入球 | 助攻 |
| ------------ | ------------ | ---- | ---- | ---- | ------ | ------ | ------ | ------ | ------ | ------ | ------ | ------ | ------ | ---- | ---- | ---- | ---- | ---- | ---- |
| 修咸頓       | 2012-13英超  | 0    | 0    | 0    | 0      | 0      | 0      | 1      | 0      | 1      | -      | -      | -      | -    | -    | -    | 1    | 0    | 1    |
| 修咸頓       | 2013-14英超  | 22   | 0    | 0    | 0      | 0      | 0      | 2      | 0      | 0      | -      | -      | -      | -    | -    | -    | 24   | 0    | 0    |
| 修咸頓統計   | 修咸頓統計   | 22   | 0    | 0    | 0      | 0      | 0      | 3      | 0      | 1      | 0      | 0      | 0      | 0    | 0    | 0    | 25   | 0    | 1    |
| 阿仙奴       | 2014-15英超  | 23   | 1    | 1    | 4      | 0      | 1      | 1      | 0      | 0      | 7      | 0      | 1      | 1    | 0    | 0    | 36   | 1    | 3    |
| 阿仙奴統計   | 阿仙奴統計   | 23   | 1    | 1    | 4      | 0      | 1      | 1      | 0      | 0      | 7      | 0      | 1      | 1    | 0    | 0    | 36   | 1    | 3    |
| 職業生涯統計 | 職業生涯統計 | 45   | 1    | 1    | 4      | 0      | 1      | 4      | 0      | 0      | 7      | 0      | 1      | 1    | 0    | 0    | 61   | 1    | 4    |

## 國際賽生涯
2012年2月2日，張伯斯首次代表英格蘭 U17出場，對陣葡萄牙 U17。2012年9月26日，首次代表英格蘭 U19出場，對陣愛沙尼亞 U19。
2014年9月3日，首次代表英格蘭國家隊出場，對陣挪威，在81分鐘入替史東斯。而首次正選上陣則在10月9日對陣聖馬力諾的比賽，最終比數為英格蘭贏5-0。
2016年5月30日，張伯斯為英格蘭 U21贏得2016年土倫盃冠軍，事隔22年後再次贏得此獎盃。

## 生涯統計

### 國家隊上陣次數
（截至2015年6月14日）
| 國家隊 | 球會   | 年份 | 出場 | 進球 |
| ------ | ------ | ---- | ---- | ---- |
| 英格蘭 | 阿仙奴 | 2014 | 3    | 0    |
| 合計   | 合計   | 合計 | 3    | 0    |

## 榮譽

### 球會
阿仙奴
- 英格蘭足總盃冠軍：2015年、2020年
- 英格蘭社區盾冠軍：2014年、2015年

### 國家隊
英格蘭U21
- 土倫杯國際足球邀請賽：2016年

## 外部連結
- 哥林·張伯斯（页面存档备份，存于）於阿仙奴官方網站上的資料
- 哥林·張伯斯（页面存档备份，存于）於英格蘭足球總會網站上的資料
- 哥林·張伯斯（页面存档备份，存于）於transfermarkt網站上的資料